# Mendihuaca
Mendihuaca je rijeka u Kolumbiji. Ulijeva se u Karipsko more.